# Officially Yours
«Offically Yours» (с англ. — «Официально твой») — сингл британского исполнителя Крейга Дэвида. Он был написан Дэвидом, Кёртисом Ричардсоном, Пауло Мендонсой, Хитеном Бхарадиа и Иэном Джеймсом для его четвёртого студийного альбома Trust Me (2007). Продюсером трека был Мартин Терефе. Sire Records выпустили песню 23 июня 2008 года в качестве четвёртого и последнего сингла альбома в Великобритании, где она достигла 158-го места в UK Singles Chart.

## Позиции в чартах
Дэвид подтвердил выпуск сингла на живом выступлении BBC Radio 1Xtra 22 марта 2008 года. 14 мая 2008 года «Officially Yours» был добавлен в плейлист B-list BBC Radio 2. В Великобритании сингл находился на 130-м месте в середине недели. Однако в воскресенье 29 июня 2008 года песня достигла 158-го места в Великобритании, став его самым низким синглом в чарте за всю историю.

## Клип
Премьера музыкального видео «Officially Yours» состоялась 1 мая 2008 года на официальном канале Дэвида на YouTube. Видео начинается с фрагмента «She’s on Fire», после чего Крейг поет на сцене с двумя танцорами позади него на заднем плане. Видео было сделано в черно-белом формате и было срежиссировано Барнаби Ропером.

## Список композиций
| №  | Название                           | Автор(ы)                                                                                                  | Producer(s)   | Длительность |
| -- | ---------------------------------- | --- | ------------- | ------------ |
| 1. | «Officially Yours» (Album Version) | Curtis Richardson Paulo Mendonça Hiten Bharadia Iain James Craig David                                    | Martin Terefe | 3:57         |
| 2. | «She’s on Fire»                    | David Fraser T. Smith Christopher Harrison Cleveland Browne Patrick Thomas Phillip Smart Wycliffe Johnson | Terefe Smith  | 5:04         |

| №  | Название                                           | Автор(ы)                                         | Producer(s)               | Длительность |
| -- | -------------------------------------------------- | ------------------------------------------------ | ------------------------- | ------------ |
| 1. | «Officially Yours» (Album Version)                 | Richardson Mendonça Bharadia James David         | Terefe                    | 3:57         |
| 2. | «Officially Yours» (Kardinal Beats Downbeat Remix) | Richardson Mendonça Bharadia James David         | Terefe Kardinal Beats [a] | 3:15         |
| 3. | «Officially Yours» (Pokerface Remix)               | Richardson Mendonça Bharadia James David         | Terefe Pokerface [a]      | 3:40         |
| 4. | «She’s on Fire» (Acoustic Video)                   | David Smith Harrison Browne Thomas Smart Johnson | Terefe Smith              |              |

## Хит-парады
| Хит-парад (2008) | Наивысшая строчка |
| ---------------- | ----------------- |
| UK Singles (OCC) | 158               |